# ماه نهاوند
ماه نهاوند یا ماد نهاوند (نیز ماه بصره یا ماه البصره) نامی است برای یکی از مناطق تاریخی و باستانی غرب ایران.
ماه نهاوند بخشی از سرزمین بزرگ پهله در غرب و مرکز ایران بوده‌است. در یادداشت‌های دهخدا آمده‌است که ابن الندیم از قول عبداﷲ بن المقفع گفته‌است که ماه نهاوند یکی از پنج ناحیه پهله (فهله) است. سرزمین پهله از دوره مادها شناخته شده بوده‌است و نواحی متعددی داشته‌است که ماه نهاوند یکی از آنها بوده‌است.

## حوادث تاریخی
شهرت تاریخی ماه نهاوند بیشتر به خاطر وقوع آخرین نبرد سپاه ایران و اعراب موسوم به جنگ نهاوند بوده‌است. جنگ نهاوند، در روز پنجم ربیع الاول سال بیست ویکم هجری، بین سپاه ایران در پادشاهی یزدگرد سوم و اعراب اتفاق افتاد و منجر به سقوط امپراتوری ساسانی و تسلط اعراب بر ایران شد. اعراب مسلمان، جنگ نهاوند را فتح‌الفتوح نامیدند.
آل ابی دلف در سده سوم هجری حکومتی محلی وابسته به خلفای عباسی در کرج ابی دلف در ناحیه ای بین اراک، بروجرد و شازند ایجاد کردند و حکومت آنان به‌طور تقریبی منطقه ماه نهاوند را در بر می‌گرفت. این حکومت خراجگزار بصره بود و به این ترتیب نام ماه نهاوند به ماه بصره (ماه البصره) تغییر یافت. ابودلف عجلی حاکم این ناحیه آتشکده بروجرد را مسجدی قدیمی نامید («هذا مسجدالعتیق») و مسجد جامع را در نیمه اول قرن سوم هجری تأسیس کرد و منبری در آن بنا کرد. به این ترتیب بروجرد که پس از حمله اعراب و شکست ایرانیان در جنگ نهاوند ویران و کم رونق شده بود مرکزیت یافت و به شهری پر رونق تبدیل شد.

## شهرها و نواحی
ماه نهاوند دارای دو قصبه نهاوند و بروجرد بوده‌است و بروجرد و نهاوند دو نقطه شهری مهم آن بوده‌اند.ماد نهاوند با جنوب استان همدان مشهور به ولایت ثلاث و استان لرستان منطبق است. (سبک‌شناسی ج ۱ حاشیه ص ۲۶. به نقل از لغت‌نامه دهخدا

## وضعیت اقتصادی و اجتماعی
با حمله اعراب به ایران و تشکیل حکومت‌های محلی وابسته به آنان، نام ماه نهاوند به ماه بصره تغییر یافت. علت این امر این بود که مالیات این ناحیه برای حاکمان عرب در بصره فرستاده می‌شد. ابن جعفر در اوایل قرن چهارم هجری قمری در ذکر ماه بصره مشتمل بر بروجرد و نهاوند، میزان خراج این ناحیه را ۴٬۸۰۰٬۰۰۰ درهم ذکر کرده‌است که نزدیک به سه برابر خراج همدان در همان زمان بوده‌است.